# Лаврский проезд
Ла́врский прое́зд — проезд в Центральном районе Санкт-Петербурга. Проходит от площади Александра Невского до реки Монастырки.

## История
- С 1955 года — Лавровский проезд. До этого названия не имел. Назван по Александро-Невской лавре.
- С 1957 года — современное название.

## Объекты
- Дом № 2 — Государственный музей городской скульптуры
- Тихвинское кладбище